# Peugeot 806

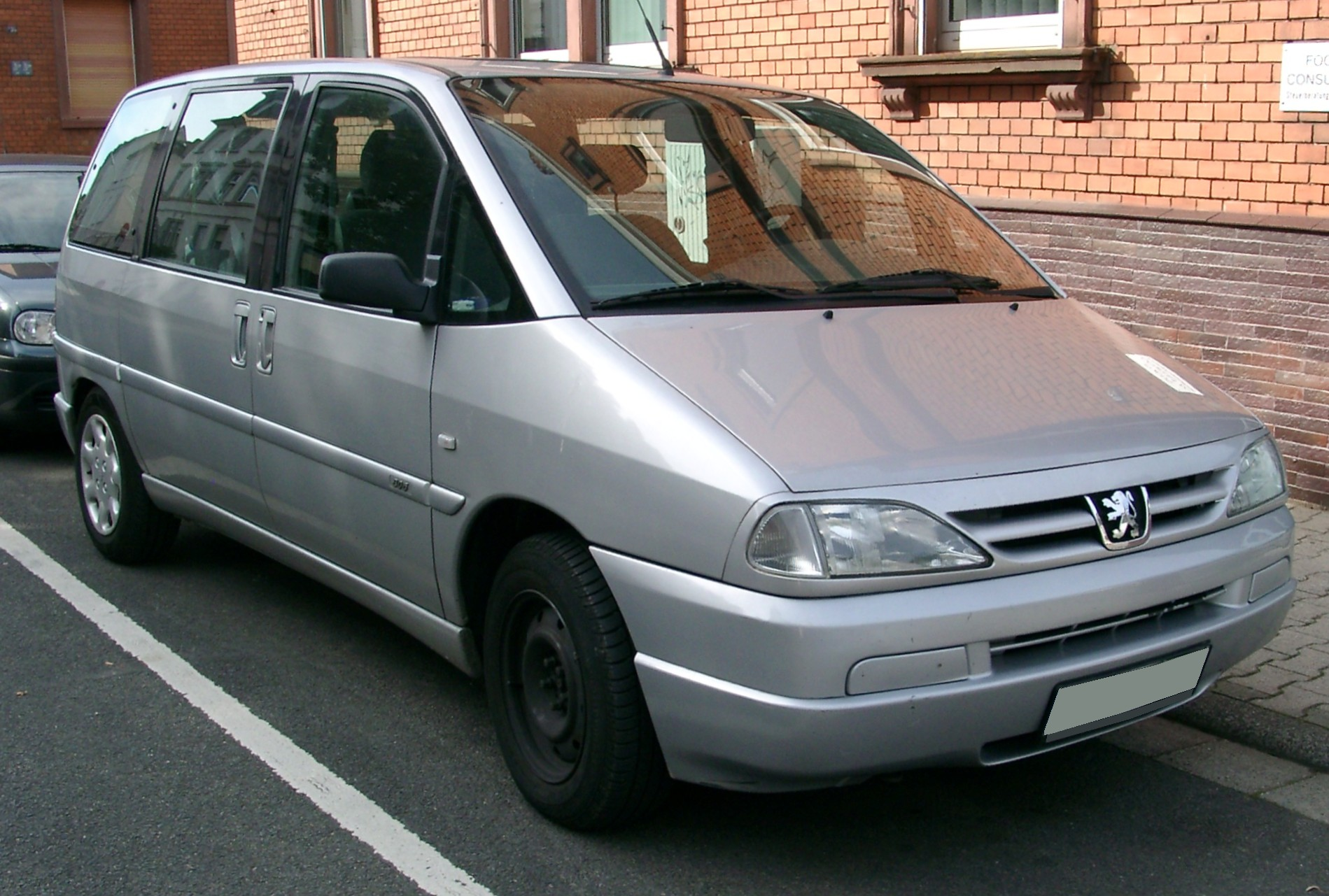
Peugeot 806 (1998-2002)

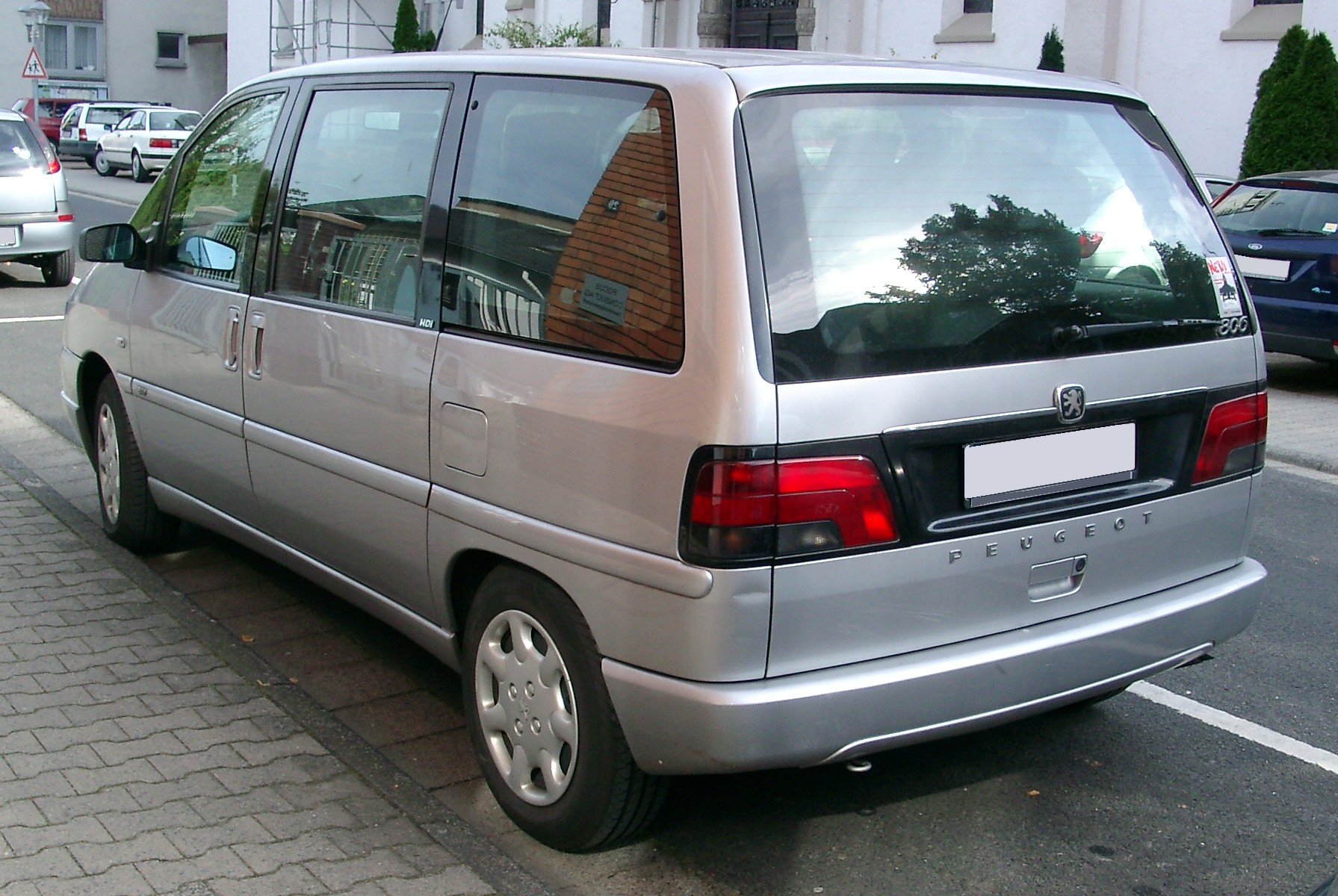
Peugeot 806 (1998-2002)

Peugeot 806 — мінівен французької марки Peugeot, що виготовлявся у Франції на заводі Sevel у співпраці з Fiat. Крім 806 виготовлялися подібні моделі, такі, як Fiat Ulysse, Citroën Evasion і Lancia Zeta. Peugeot 806 виготовляли з червня 1994 року до липень 2002 року, перш ніж його замінив Peugeot 807. Комерційна версія автомобіля називається Peugeot Expert.
Peugeot 806 менші, ніж американські фургони, такі як Chrysler Voyager, який також доступний в Європі. На відміну від Toyota Previa і позаяк в американських мінівенів вони обладнані зсувними задніми бічними дверима, цю рису вони поділяють зі своїми комерційними братами. Незважаючи на те, що Voyager також прийшов в версії "Гранд" з подовженим кузовом і колісною базою Peugeot 806 прийшов тільки в одному розмірі.
У жовтні 1998 року мінівени Peugeot 806 були злегка оновлені. Модифікації отримали нові назви. Так, модель LX замінила SL/SLD, а модель GLX - SR/SRD. 
Комплектація залежить від обраної моделі. До переліку обладнання належать: антиблокувальна гальмівна система, литі диски коліс, бампери пофарбовані у колір коліс, CD-програвач з чейнджером, клімат-контроль, тканинна обшивка сидінь, круїз-контроль, водійське сидіння з електроприводом, дзеркала з електроприводом та підігрівом, пасажирське сидіння з електроприводом, складні задні сидіння, передні протитуманні вогні, підігрів сидінь, налаштування поперекового відділу, часткова шкіряна обшивка.    

### Двигуни
| Двигун       | Об'єм [см³] | Тип двигуна | Потужність [к.с.] ( [кВт] ) при об/хв | Крутний момент [Нм] при об/хв |            |            |            |            |            |
| Бензинові:   | Бензинові:  | Бензинові:  | Бензинові:                            | Бензинові:                    | Бензинові: | Бензинові: | Бензинові: | Бензинові: | Бензинові: |
| ------------ | ----------- | ----------- | ------------------------------------- | ----------------------------- | ---------- | ---------- | ---------- | ---------- | ---------- |
| 1.8 8V       | 1761        | І4          | 99 (73)/5750                          | 147/2600                      |            |            |            |            |            |
| 2.0 8V       | 1998        | І4          | 121 (89)/5750                         | 170/2650                      |            |            |            |            |            |
| 2.0 16V      | 1998        | І4          | 132 (97)/5500                         | 180/4200                      |            |            |            |            |            |
| 2.0 16V      | 1997        | І4          | 136 (100)/6000                        | 190/4100                      |            |            |            |            |            |
| 2.0 8V Turbo | 1997        | І4          | 147 (108)/5300                        | 235/2500                      |            |            |            |            |            |
| Дизельні:    |             |             |                                       |                               |            |            |            |            |            |
| 1.9 8V TD    | 1905        | І4          | 90 (66)/4000                          | 196/2250                      |            |            |            |            |            |
| 2.0 8V HDi   | 1997        | І4          | 109 (80)/4000                         | 250/1750                      |            |            |            |            |            |
| 2.0 16V HDi  | 1997        | І4          | 109 (80)/4000                         | 270/1750                      |            |            |            |            |            |
| 2.1 12V TD   | 2088        | І4          | 109 (80)/4300                         | 250/2000                      |            |            |            |            |            |